# Gerichtspräsident
Der Gerichtspräsident ist ein als Präsident fungierender Richter, der an der Spitze eines Gerichts als Leiter einer rechtsprechenden öffentlichen Institution steht. 
Er ist Dienstvorgesetzter aller Beschäftigten im Gericht. Als Präsident eines Obersten Gerichtshofs ist er kraft Amtes Vorsitzender des Präsidiums als Kollegialorgan, falls ein solches am Gericht gebildet wird. Seine Stimme kann bei Stimmengleichheit den Ausschlag geben. Der Gerichtspräsident vertritt das Gericht nach außen und gewährleistet die Zusammenarbeit mit anderen Behörden. Er kann diese Befugnis fall- oder bereichsweise einem Abteilungspräsidenten oder dem leitenden Gerichtsmitarbeiter übertragen. Ihm untersteht die Gerichtsverwaltung (Abteilungen, Kommissionen, Gerichtskanzlei, Archiv etc.). Der Gerichtspräsident konzentriert sich auf die richterliche Tätigkeit. Je nach Gericht (Oberstes Gericht, Föderalgericht, Verwaltungsgericht, Strafgericht usw.) gehören ihm auch gerichtsspezifische Aufgaben und die Funktion als Aufsichtsbehörde dazu.
Der Präsident des höchsten oder Verfassungsgerichts kann nach den diplomatischen protokollarischen Gepflogenheiten nach dem Staatspräsidenten, dem Parlamentspräsidenten, dem Regierungschef an vierter oder fünfter Stelle in der Rangordnung in einem Staat stehen.